# El Colegio de Suffern
El Colegio de Suffern (Suffern High School) es gobernado por el Distrito Escolar Ramapo Central en Suffern, Nueva York, Estados Unidos. El dirección del colegio es 49 Viola Rd, Suffern, NY 10901. Los estudiantes participen en las clases durante las horas 7:30 - 14:05 US EST (12:30-19:30 UTC). La mascota del colegio es una puma, llamado un "Mountie" (Una traducción de Puma en inglés es "Mountain Lion", entonces "Mountie") y su periódico es The Mountain Echo (El Eco de la Montaña). Su programa de noticias (En el televisor) es SHS News (Noticias de SHS). También los estudiantes en el colegio publican una revista de poesía llamado Picking the Endangered Wildflowers (Cosechando las flores silvestres que están en peligro) y una revista de obras de escritura y arte llamado The Chameleon (La Camaleón).  El Colegio de Suffern está clasificado adentro de los mejores colegios al rango de 501 de 1200.  En el Colegio de Suffern se filmaron las películas "Off the Black" y "The Manhattan Project". 

## Trazado

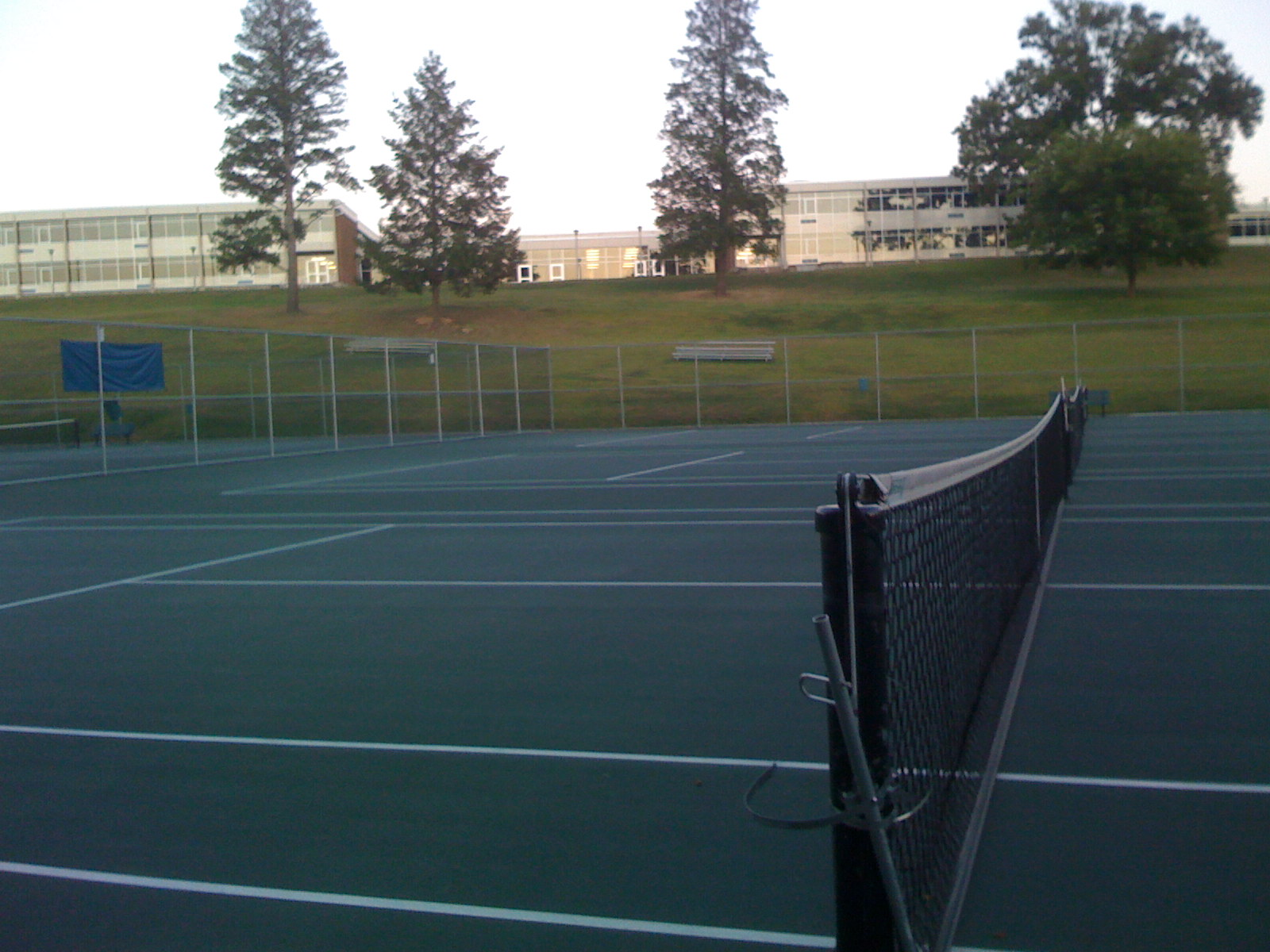
Pistas de tenís en el campus.

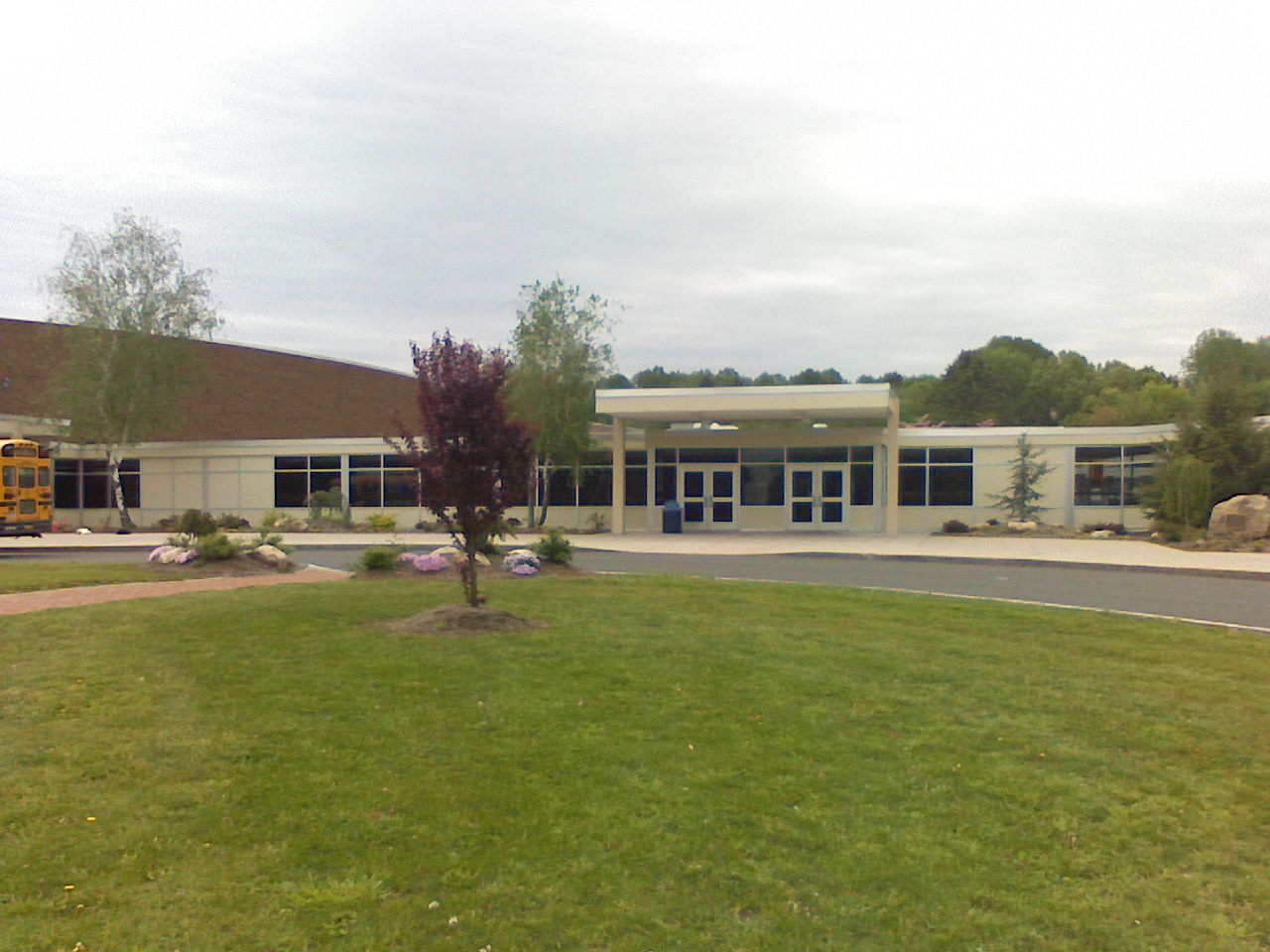
Entrada Principal.

El colegio de Suffern tiene dos alas principales: una, a la derecha de la entrada mayor, con dos pisos, cada uno de ellos cortado en dos secciones; y otra ala, a la izquierda de la entrada mayor, que consta de tres pisos. El ala a la derecha está separada en dos secciones cuadradas, conectadas por una franja estrecha. Cada cuadrado alberga un departamento diferente, a saber:
-Primer piso a la izquierda: Historia (y un ala de ciencias nueva)
-Primer piso a la derecha: Estudios de Inglés
-Segundo piso a la izquierda: Ciencias
-Segundo piso a la derecha: Matemáticas
En el ala izquierda se localiza la mayoría de programas de arte y música. El primer piso contiene cuartos corales y orquestales, mientras tanto los otros dos pisos incluyen cuartos por clases de arte, fotografía, ordenadores, Económicas de la casa, y cuartos atléticas adicionales.
La oficina mayor, la oficina de la enfermera, la cafetería, el gimnasio y el auditorio, con capacidad para mil personas, ocupan algunos de las salas que están acerca de los pasillos que conectan las dos alas mayores. En la franja estrecha que conecta los dos lados del ala derecha, en el primer piso, están también la biblioteca -donde, además de libros, hay computadores-, la tienda del colegio y oficinas para los psicológicos y el programa de STIR.
En el colegio se filmaron las películas "The Manhattan Project" (El Proyecto de Manhattan) y "Off the Black"  (Fuera del Negro).

## Elementos del Colegio
El Colegio es bien conocido por una característica única, llamada el "Almuerzo en Unidad", cuando todos de los estudiantes almuerzan a la vez. Con más de 1500 estudiantes comiendo al mismo tiempo, está permitido almorzar en ningún parte del Colegio, almuerzo en la cafetería es opcional. Con esta elemento, los estudiantes también pueden ir a la biblioteca del Colegio, obtener ayuda adicional con sus estudios, ir a encuentros de los clubes, o hacer lo que quieran con sus amigos o a solas, siempre que respeten las leyes del Colegio.
Igualmente, hay instalaciones para educación física. Un cuarto de práctica fiscal, que se añadió recientemente, contiene máquinas de ejercicio FIT LINNx que miran y siguen sus ensayos por el tiempo usando una red local y también bicicletas de rotación. Otros elementos incluyen una pista para todos los meses, una piscina, un anfiteatro enfrente del colegio, un planetario y un cuarto de lucha. Así mismo, Suffern tiene una red avanzada de ordenadores, con iMacs que funcionan "Boot Camp" con Windows XP y Mac OSX. También hay ordenadores personales fabricados por Dell, que funcionan Windows XP solamente.
El colegio también ofrece muchos deportes durante todo el año, que tienen lugar dentro y fuera del campus.  El equipo del Colegio es los Mounties. Algunos partidos son jugados en el campus de la escuela intermedia de Suffern, que tiene un ubicación cercana al Colegio. Hay más de 60 actividades extraescolares, muchas de las cuales se realizan durante Almuerzo en Unidad. Estos actividades incluyen un club nuevo de videojuegos, un club de la cultura Judío llamado "El Club de Schmooze", un club por la cultura latina, llamado ASPIRA, unos sociedades de honor relacionadas con todos los temas académicas, un grupo que maneja los sistemas de Audio y Vídeo, dos producciones teatrales por año escolar, y una organización unida de estudiantes. La variedad no tiene fin: de hecho, en tiempos existió un club de sándwiches de queso parrillado, que solamente existía para servir esos sándwiches a sus miembros.
Los estudiantes en Suffern pueden recibir casi cualquier tipo de clase que quieran, si tienes las notas apropiadas o el permiso parental. Se ofrecen muchas clases de niveles Honores y AP, y algunas de estas clases tienen un convenio con el programa de proyecto avanzado de la Universidad de Syracuse, SUNY Albany, y St. Thomas Aquinas. También hay dos clases especiales que se ofrecen ahora, "Peer Leadership" y "STIR".  En "Peer Leadership" o "Liderazgo sobre los iguales" se ofrece sólo a las clases superiores (Grado 12), y los estudiantes son entrevistados antes de asistir a la clase. En este curso, los asistentes se comprometen a dar ejemplo a los estudiantes más jóvenes y practican para avisar a los estudiantes en encuentros con ellos y representar parodias que repasan problemas comunes en los colegios de los EE. UU. como el uso de drogas, alcohol, y estrés. El colegio también tiene un programa de ciencias e ingeniera que dura 3 años llamado STIR, siglas en inglés de Scientific and Technological Investigative Research (Traducción Castellana: Investigación científica y tecnológico). En este programa, los participantes (Grados 10 - 12) estudian un tema repasando artículos científicos, encuentran un mentor, trabajan posiblemente en un proyecto en un laboratorio, y presentar lo que encuentran en competiciones. Entre los ganadores notables de los últimos años pasados se encuentran Oren Brecher y Sheela Krishnan, finalistas de "Intel STS".

### Horario que gira
Suffern también tiene un horario que gira que consiste en 5 tipos de días. 8, A, B, C, y D. En los horarios escolares de los estudiantes, hay 8 periodos diferentes en el horario, pero ellos van a todos las clases solamente en los días de 8. En los días 8, asisten el primer periodo por 45 minutos, periodos 2-8 por 40 minutos, con una pausa para almuerzo de 25 minutos entre los periodos 4 y 5. En todos de los otros días, los estudiantes asisten 6 de sus clases por 55 minutos con una pausa para almuerzo entre sus periodos terceros y cuartos. El modo como estos días funcionan está listado debajo. También, es posible que los estudiantes tengan periodos que cambian cada otro día que tienen eso periodo, así como el laboratorio de una ciencia cambiando con el educación fiscal. Los estudiantes tiene 5 minutos para viajar entre las clases.
- Día A

1 2 3 Almuerzo 5 6 7 
- Día B

4 1 2 Almuerzo 8 5 6
- Día C

3 4 1 Almuerzo 7 8 5
- Día D

2 3 4 Almuerzo 6 7 8  
- Día 8

1 2 3 4 Almuerzo 5 6 7 8

## Alumnos notables
- Walt Weiss - Jugador del pasado en liga Mayor de Béisbol en los EE. UU.

- Joe Lockhart - Secretario de prensa por Bill Clinton, un presidente estadounidense antiguo, en el pasado.

- Hendrick Hertzberg - Mayor escritor por un presidente estadounidense antiguo, Jimmy Carter.

- Thomas Meehan (escritor) ganador de un Premio Tony por el Annie y The Producers.